# Žagubica
Žagubica (ćirilično Жагубица) je naselje i središte istoimene općina u Republici Srbiji. Nalazi se u Središnjoj Srbiji i pripada Braničevskom okrugu.

## Stanovništvo
Prema popisu stanovništva iz 2002. godine u naselju živi 2.823 stanovnika i u zadnjih pet popisa stanovništa zabilježen je pad broja stanovnika.
| Etnički sastav 2002. |            |        |
| Narod                | Stanovnika | %      |
| Srbi                 | 2.626      | 93,02% |
| Vlasi                | 74         | 2,62%  |
| Crnogorci            | 9          | 2,62%  |
| Romi                 | 8          | 0,28%  |
| Jugoslaveni          | 9          | 0,47%  |
| Rumunji              | 6          | 0,21%  |
| Hrvati               | 5          | 0,17%  |
| Makedonci            | 3          | 0,17%  |
| Goranci              | 2          | 0,07%  |
| ostali               | 3          | 0,9%   |
| nepoznato            | 42         | 1,48%  |

| broj stanovnika | 3365  | 3694  | 3670  | 3591  | 3479  | 3349  | 2823  |
|                 | 1948. | 1953. | 1961. | 1971. | 1981. | 1991. | 2002. |

## Vanjske poveznice
- Karte, položaj, vremenska prognoza grada  Arhivirana inačica izvorne stranice od 2. rujna 2009. (Wayback Machine)